# Гульвіса (фільм, 2017)
«Гульвіса» (англ. Gun Shy) — британський комедійний бойовик 2017 року режисера Саймона Веста. Головні ролі виконали Антоніо Бандерас та Ольга Куриленко.

## Сюжет
Турк Генрі на прізвисько «Біс» колись був мегапопулярною рок-зіркою. Зараз він просто багатий і може робити все, що душа забажає — грошей вистачає на найнереальніші бажання. Турк разом зі своєю дружиною супермоделлю вирушає на відпочинок у Чилі. Але у такого хлопця, як Генрі, поїздка не може пройти спокійно — його красуню викрадають місцеві пірати і вимагають викуп 1 мільйон доларів. Для Турка це копійки, тому він тут же вирушає до банку, щоб заплатити. Але ФБР забороняє йому це робити, адже не можна йти на повідку у вимагачів. І Генрі хоче обдурити ФБР, адже так буде набагато простіше й веселіше.

## У ролях
| Актор             | Роль              |
| ----------------- | ----------------- |
| Антоніо Бандерас  | Турк              |
| Ольга Куриленко   | Шейла             |
| Бен Кура          | Хуан Карлос       |
| Марк Веллі        | Бен Гардінг       |
| Ешлінг Лофтус     | Мерібет           |
| Девід Мітчелл     | Джон Гардіггер    |
| Джеремі Свіфт     | Чарлі             |
| Джессі Джонсон    | Даніель           |
| Еллі Гоффе        | Емі Фіцсіммонс    |
| Мартін Дінгл-Волл | Клайв Магглтон    |
| Міланка Брукс     | телеведуча        |
| Анна Франколіні   | Сандрін           |
| Едвардо Пачеко    | Пепіто            |
| Крістофер Бренд   | російський бандит |